# Facultad de Enfermería de Valladolid
La Facultad de Enfermería de la Universidad de Valladolid  está situada en Valladolid, comunidad autónoma de Castilla y León, España. Comparte edificio con la Facultad de Medicina.

## Organización
Las autoridades académicas de la Facultad, y en concreto el Decano, son los responsables del cumplimiento y organización de los planes de estudios, aprobados por la Junta de Facultad. Esta Junta, a su vez está formada por el equipo decanal, catedráticos y profesores titulares de la Universidad y representantes de estudiantes, personal de administración y servicios, directores de hospital e institutos asociados.
Además, las antiguas cátedras de la Facultad se organizan en diferentes áreas docentes. Actualmente estas áreas están agrupadas en 7 departamentos:
- Departamento de Anatomía Patológica, Microbiología, Medicina Preventiva y salud Pública, Medicina Legal y Forense
- Departamento de Biología Celular, Histología y Farmacología.
- Departamento de Pediatría e Inmunología, Obstetricia y Ginecología, Nutrición y Bromatología, Psiquiatría e Historia de la Ciencia.
- Departamento de Bioquímica y Biología Molecular y Fisiología
- Departamento de Filología Inglesa
- Departamento de Estadística e Investigación Operativa
- Departamento de Prehistoria, Arqueología, Antropología Social y Ciencias Técnicas Historiográficas

## Titulaciones
- Grado en Enfermería
- Postgrado en Enfermería Oftalmológica
- Postgrado en Riesgo Cardiovascular
- Doctorado en Ciencias de la Visión
- Doctorado en Investigación de Ciencias de la Salud

## Instalaciones
El Aula Magna Pío del Río Hortega tiene aforo para 450 personas, posee asimismo tres salas de conferencias; una para 250 y otras dos para 70 personas. Cuenta con diez aulas con capacidad de 130 estudiantes y 40 sillas, una sala de conferencias para postgraduados con una capacidad de 64 personas y 6 pequeñas salas con 20 a 30 butacas.
La Biblioteca de la Facultad cuenta con más de 25000 volúmenes y posee salas de lectura para 450 personas. Existe también una hemeroteca, suscrita a más de 200 publicaciones y un sistema automático de búsqueda de información. Cuenta con una sala audiovisual con capacidad para 40 personas, un aula informática con capacidad para 30 y una clase de técnicas de emergencias para 30 estudiantes.
La Facultad posee un animalario, dirigida por un cirujano veterinario, equipado con los medios para alimentar y cuidar, según las recomendaciones de la Unión Europea, ratas, conejos, perros y cerdos.
Existen una serie Hospitales Universitarios y Asociados y centros de Salud de Valladolid en los que se desarrollan actividades docentes de la Facultad gracias a un convenio suscrito entre la Universidad y el Sacyl; el Hospital Clínico Universitario de Valladolid, el Hospital Universitario Río Hortega de Valladolid, el Hospital General Yagüe de Burgos, el Hospital Río Carrión de Palencia, el Hospital General de Soria, el Hospital Comarcal de Medina del Campo, el Hospital de León y el Hospital General de Segovia.